# ブライアン・カルバートソン
ブライアン・カルバートソン (Brian Culbertson、1973年1月12日 - )は、アメリカ合衆国イリノイ州出身のスムーズジャズ/フュージョン界で活躍するピアニストで作曲家、編曲家、音楽プロデューサー。ベースやトロンボーン奏者としての腕もみせている。
リリカルで流麗なプレイにファンクの要素を取り入れた音楽性が特徴で、ラジオ局においてもヘヴィ･プレイされている。
デイヴ・コーズやピーター・ホワイト等のアルバムにも参加している。

## 略歴
8歳よりトランペッターの父、ジム・カルバートソンよりピアノを習い始める。
ブルームーン・レーベルにてアルバム『ロング・ナイト・アウト』で1994年にデビュー。続いて『Modern Life』(1995年)、『After Hours』(1996年)、と計3枚のアルバムをリリースした。1997年にワーナー・ミュージック・グループのアトランティック・レコードに移り、アルバム『Secrets』(1997年)、『Somethin' Bout Love』(1999年)をリリース。2001年発表の『Nice & Slow』が大ヒットとなる。ワーナー・ブラザース・レコード直列のワーナー・ジャズから『Come on Up』を2003年にリリース。このアルバムではマーカス・ミラーをプロデューサーに招いており、通例のアルバムより少し強めのファンキーさをみせている。2005年にスムーズジャズの最大手レーベルGRPレコードに移り、アルバム『イッツ・オン・トゥナイト』をリリースし、2006年10月にはクリスマス企画アルバム『ソウルフル・クリスマス』を発表した。
2005年に死去したルーサー・ヴァンドロスのトリビュート・アルバム『Forever, For Always, For Luther』にも参加している。
2008年に、アース・ウィンド&ファイアーのモーリス・ホワイトをエグゼクティヴ・プロデューサーとして迎え、アルバム『ブリンギング・バック・ザ・ファンク』をリリース。ブーツィー・コリンズをゲストに呼んでおり、ファンクの要素が強いアルバムとなっている。同年に復活を果たした、トニー・メイデン率いるルーファス（かつてはチャカ・カーンがリード・ボーカルを担当していた）のゲストとしてツアーに参加、11月には彼等と共に来日公演を行った。翌年にはベーシストのラリー・グラハムとツアーを行っている。
2021年から22年にかけて、赤青白の3色をテーマにした『Trilogy』シリーズの3枚を発表した。23年にはアンビエント色が強い『Sleep』を発表、タイトルの通り眠りをテーマにしている。

## ディスコグラフィ

### スタジオ・アルバム
- 『ロング・ナイト・アウト』 - Long Night Out (1994年、Mesa / Bluemoon)
- Modern Life (1995年、Mesa / Bluemoon)
- After Hours (1996年、Mesa / Bluemoon)
- Secrets (1997年、Mesa / Bluemoon)
- Somethin' Bout Love (1999年、Atlantic / Wea)
- Nice & Slow (2001年、Warner Bros / Wea)
- Come on Up (2003年、Warner Bros / Wea)
- 『イッツ・オン・トゥナイト』 - It's on Tonight (2005年、GRP Records)
- 『ソウルフル・クリスマス』 - A Soulful Christmas (2006年、GRP Records)
- 『ブリンギング・バック・ザ・ファンク』 - Bringing Back the Funk (2008年、GRP Records)
- Live from the Inside (2009年、GRP Records)
- 『トゥエルヴ』 - XII (2010年、GRP Records) ※12枚目のアルバム、2009年ライブも収録
- Dreams (2012年、Verve)
- 『アナザー・ロング・ナイト・アウト』 - Another Long Night Out (2014年、BCM Entertainment)
- 『ファンク!』 - Funk! (2016年、BCM Entertainment)
- 『カラーズ・オブ・ラブ』 - Colors of Love (2018年、BCM Entertainment)
- 『ウィンター・ストーリーズ』 - Winter Stories (2019年、BCM Entertainment)
- 『トゥエンティ』 - XX (2020年、BCM Entertainment)
- 『MUSIC FROM The Hang』(2020年12月４日 BCM Entertainment)
- The Trilogy – Part 1: Red= Passion (2021年9月24日 BCM Entertainment)
- The Trilogy – Part 2: Blue = Melancholy (2022年2月14日 BCM Entertainment)
- The Trilogy – Part 3: White = Hope (2022年6月5日 BCM Entertainment)
- Sleep (2023年6月16日 BCM Entertainment)

### ライブ・アルバム
- 『ライブ・フロム・ザ・インサイド』 - Live From The Inside (2009年、Verve) ※with DVD
- Live 20th Anniversary Tour (2015年、BCM Entertainment) ※2014年9月11日-14日ライブ録音
- 『カラーズ・オブ・ラブ・ツアー』 - Colors of Love Tour - Live in Las Vegas (2019年、BCM Entertainment)